# Vårdsätra
Vårdsätra est une localité de Suède dans la commune d'Uppsala située dans le comté d'Uppsala.
Sa population était de 310 habitants en 2019.
À Vårdsätra il y a un parc naturel qui, en 1909, est devenu la première réserve naturelle du comté à l'initiative de Rutger Sernander.